# بازبیدهای کلارینا
بازبیدهای کلارینا(نام علمی: Clarina) نام یک سرده از تیره بازبیدان است.